# Giải Mâm xôi vàng lần thứ 30
Lễ trao giải Mâm xôi vàng lần thứ 30 được tổ chức vào ngày 6 tháng 3 năm 2010 tại Hollywood nhằm xướng tên những bộ phim tồi nhất năm 2009. Danh sách đề cử được thông báo vào ngày 1 tháng 2 cùng năm. Vẫn theo thông lệ hằng năm của giải Mâm xôi vàng, cả buổi lễ thông báo danh sách đề cử lẫn lễ trao giải đều được diễn ra trước giải Oscar một ngày. Ở lần trao giải này, còn có các giải "Phim dở nhất", Nam diễn viên và Nữ diễn viên của Thập niên để xướng tên các đóng góp tồi nhất trong nền công nghiệp điện ảnh từ năm 2000 đến năm 2009.
Nữ diễn viên Sandra Bullock bước lên bục nhận giải cho hạng mục "Nữ diễn viên tồi nhất" và "Cặp diễn viên tồi nhất" cho phim All About Steve, mà sau đó cô tặng cho mỗi khán giả ở đó một bản DVD của bộ phim và hứa sẽ đến dự vào năm kế tiếp nếu tất cả mọi người đều xem và vẫn cho rằng nó "thật sự là phần trình diễn tồi nhất." Bullock sau đó được yêu cầu gởi trả lại tượng giải, khi cô bị trao nhầm bức tượng giải gốc 30 năm tuổi của giải Mâm xôi vàng. Ngày hôm sau, cô lần đầu tiên được cầm giải Oscar cho hạng mục Nữ diễn viên chính xuất sắc nhất cho bộ phim The Blind Side trong mùa giải lần thứ 82, khiến Bullock trở thành nữ diễn viên đầu tiên trong lịch sử nhận được giải Mâm xôi vàng và giải Oscar trong cùng một năm, và là người thứ ba trong lịch sử, sau nhà soạn nhạc Alan Menken và biên kịch Brian Helgeland.
Cũng bước lên nhận giải trong buổi lễ còn có J.D. Shapiro, người đồng sáng lập bộ phim Battlefield Earth, được tặng danh hiệu "Phim tệ nhất của Thập niên".

## Các đề cử
| Hạng mục                     | Nội dung đề cử |
| ---------------------------- | --- |
| Phim dở nhất                 | Transformers: Revenge of the Fallen (DreamWorks/Paramount/Hasbro) |
| Phim dở nhất                 | All About Steve (20th Century Fox/Fortis) |
| Phim dở nhất                 | G.I. Joe: The Rise of Cobra (Paramount/Hasbro/Spyglass) |
| Phim dở nhất                 | Land of the Lost (Universal) |
| Phim dở nhất                 | Old Dogs (Disney) |
| Nam diễn viên chính tồi nhất | Jonas Brothers trong Jonas Brothers: The 3D Concert Experience trong vai của chính họ |
| Nam diễn viên chính tồi nhất | Will Ferrell trong Land of the Lost trong vai Dr. Rick Marshall |
| Nam diễn viên chính tồi nhất | Steve Martin trong The Pink Panther 2 trong vai Inspector Jacques Clouseau |
| Nam diễn viên chính tồi nhất | Eddie Murphy trong Imagine That trong vai Evan Danielson |
| Nam diễn viên chính tồi nhất | John Travolta trong Old Dogs trong vai Charlie Reed |
| Nữ diễn viên chính tồi nhất  | Sandra Bullock trong All About Steve trong vai Mary Horowitz |
| Nữ diễn viên chính tồi nhất  | Beyoncé trong Obsessed trong vai Sharon Charles |
| Nữ diễn viên chính tồi nhất  | Miley Cyrus trong Hannah Montana: The Movie trong vai Miley Stewart/Hannah Montana |
| Nữ diễn viên chính tồi nhất  | Megan Fox trong Jennifer's Body trong vai Jennifer Check và Transformers: Revenge of the Fallen trong vai Mikaela Banes                                                                      |
| Nữ diễn viên chính tồi nhất  | Sarah Jessica Parker trong Did You Hear About the Morgans? trong vai Meryl Morgan |
| Nam diễn viên phụ tồi nhất   | Billy Ray Cyrus trong Hannah Montana: The Movie trong vai Robby Ray Stewart |
| Nam diễn viên phụ tồi nhất   | Hugh Hefner trong Miss March trong vai của chính anh |
| Nam diễn viên phụ tồi nhất   | Robert Pattinson trong The Twilight Saga: New Moon trong vai Edward Cullen |
| Nam diễn viên phụ tồi nhất   | Jorma Taccone trong Land of the Lost trong vai Cha-Ka |
| Nam diễn viên phụ tồi nhất   | Marlon Wayans trong G.I. Joe: The Rise of Cobra trong vai Ripcord |
| Nữ diễn viên phụ tồi nhất    | Sienna Miller trong G.I. Joe: The Rise of Cobra trong vai The Baroness |
| Nữ diễn viên phụ tồi nhất    | Candice Bergen trong Bride Wars trong vai Marion St. Claire |
| Nữ diễn viên phụ tồi nhất    | Ali Larter trong Obsessed trong vai Lisa Sheridan |
| Nữ diễn viên phụ tồi nhất    | Kelly Preston trong Old Dogs trong vai Vicki Greer |
| Nữ diễn viên phụ tồi nhất    | Julie White trong Transformers: Revenge of the Fallen trong vai Judy Witwicky |
| Cặp vai diễn tồi nhất        | Sandra Bullock và Bradley Cooper trong All About Steve |
| Cặp vai diễn tồi nhất        | Jonas Brothers trong Jonas Brothers: The 3D Concert Experience |
| Cặp vai diễn tồi nhất        | Will Ferrell và bất cứ diễn viên chính hay sinh vật nào khác trong Land of the Lost |
| Cặp vai diễn tồi nhất        | Shia LaBeouf và Megan Fox hay bất cứ Người biến đổi nào trong Transformers: Revenge of the Fallen                                                                                            |
| Cặp vai diễn tồi nhất        | Kristen Stewart và Taylor Lautner hay Robert Pattinson trong The Twilight Saga: New Moon |
| Phim làm lại dở nhất         | Land of the Lost, chuyển thể từ chương trình truyền hình Land of the Lost |
| Phim làm lại dở nhất         | G.I. Joe: The Rise of Cobra, chuyển thể từ loạt đồ chơi G.I. Joe |
| Phim làm lại dở nhất         | The Pink Panther 2, bộ phim thứ 12 của loạt phim Pink Panther và là phần tiếp theo của phim năm 2006 The Pink Panther                                                                        |
| Phim làm lại dở nhất         | Transformers: Revenge of the Fallen, phần tiếp theo của Transformers |
| Phim làm lại dở nhất         | The Twilight Saga: New Moon, chuyển thể từ New Moon và là phần tiếp theo của Twilight |
| Đạo diễn tồi nhất            | Michael Bay cho Transformers: Revenge of the Fallen |
| Đạo diễn tồi nhất            | Walt Becker cho Old Dogs |
| Đạo diễn tồi nhất            | Brad Silberling cho Land of the Lost |
| Đạo diễn tồi nhất            | Stephen Sommers cho G.I. Joe: The Rise of Cobra |
| Đạo diễn tồi nhất            | Phil Traill cho All About Steve |
| Kịch bản tồi nhất            | Transformers: Revenge of the Fallen (viết bởi Ehren Kruger & Roberto Orci & Alex Kurtzman)                                                                                                   |
| Kịch bản tồi nhất            | All About Steve (viết bởi Kim Barker) |
| Kịch bản tồi nhất            | G.I. Joe: The Rise of Cobra (kịch bản bởi Stuart Beattie và David Elliot & Paul Lovett; cốt truyện bởi Michael B. Gordon và Beattie & Stephen Sommers, dựa trên truyện tranh bởi Larry Hama) |
| Kịch bản tồi nhất            | Land of the Lost (viết bởi Chris Henchy & Dennis McNicholas; dựa trên loạt phim truyền hình cùng tên sáng lập bởi Sid and Marty Krofft)                                                      |
| Kịch bản tồi nhất            | The Twilight Saga: New Moon (kịch bản bởi Melissa Rosenberg; dựa trên tiểu thuyết của Stephenie Meyer)                                                                                       |

### Loạt giải thưởngTồi nhất của thập niên
| Hạng mục                             | Nội dung đề cử |
| ------------------------------------ | --- |
| Nam diễn viên tồi nhất của Thập niên | Eddie Murphy cho The Adventures of Pluto Nash, I Spy, Imagine That, Meet Dave, Norbit và Showtime                                                                             |
| Nam diễn viên tồi nhất của Thập niên | Ben Affleck cho Daredevil, Gigli, Jersey Girl, Paycheck, Pearl Harbor và Surviving Christmas                                                                                  |
| Nam diễn viên tồi nhất của Thập niên | Mike Myers cho The Cat in the Hat và The Love Guru |
| Nam diễn viên tồi nhất của Thập niên | Rob Schneider cho The Animal, The Benchwarmers, Deuce Bigalow: European Gigolo, Grandma's Boy, The Hot Chick, I Now Pronounce You Chuck and Larry, Little Man và Little Nicky |
| Nam diễn viên tồi nhất của Thập niên | John Travolta cho Battlefield Earth, Domestic Disturbance, Lucky Numbers, Old Dogs and Swordfish                                                                              |
| Nữ diễn viên tồi nhất của Thập niên  | Paris Hilton cho The Hottie & the Nottie, House of Wax và Repo! The Genetic Opera                                                                                             |
| Nữ diễn viên tồi nhất của Thập niên  | Mariah Carey cho Glitter |
| Nữ diễn viên tồi nhất của Thập niên  | Lindsay Lohan cho Herbie: Fully Loaded, I Know Who Killed Me và Just My Luck                                                                                                  |
| Nữ diễn viên tồi nhất của Thập niên  | Jennifer Lopez cho Angel Eyes, Enough, Gigli, Jersey Girl, Maid in Manhattan, Monster-in-Law và The Wedding Planner                                                           |
| Nữ diễn viên tồi nhất của Thập niên  | Madonna cho Die Another Day, The Next Best Thing và Swept Away |
| Phim tồi nhất của Thập niên          | Battlefield Earth (2000, Warner Bros.) (thắng 7 giải trong mùa giải lần thứ 21)                                                                                               |
| Phim tồi nhất của Thập niên          | Freddy Got Fingered (2001, 20th Century Fox) (thắng 5 giải trong mùa giải lần thứ 22)                                                                                         |
| Phim tồi nhất của Thập niên          | Gigli (2003, Columbia) (thắng 6 giải trong mùa giải lần thứ 24) |
| Phim tồi nhất của Thập niên          | I Know Who Killed Me (2007, TriStar) (thắng 8 giải trong mùa giải lần thứ 28)                                                                                                 |
| Phim tồi nhất của Thập niên          | Swept Away (2002, Screen Gems) (thắng 5 giải trong mùa giải lần thứ 23) |